# Basilosaurus
 Basilosaurus  („Königsechse“ von altgriechisch βασιλεύς, gen. βασιλέως basileús, basiléōs = „König“; σαῦρος sauros = „Echse“) ist eine ausgestorbene Walgattung der Familie der Basilosauridae.

## Beschreibung
Die Tiere lebten vor ungefähr 41 bis 35 Millionen Jahren im späten Eozän und hatten eine schlangenähnliche Gestalt. Sie besaßen eine Fluke wie die heutigen Wale und auch äußere hintere Gliedmaßen, die aber wie bei den Dorudontidae sehr klein waren. Bestenfalls könnten sie bei der Paarung dienlich gewesen sein, wie von einigen Wissenschaftlern heute vermutet wird, da man diesen rudimentären Hintergliedmaßen keine andere Bedeutung zuzuschreiben weiß. Basilosaurus war das größte Säugetier seiner Zeit und erreichte eine Länge von etwa 18 m. Davon maß der Kopf etwa 1,5 m, ein großer Teil der Gesamtlänge wurde von dem langen Schwanz gebildet.
Man vermutet heute, dass Basilosaurus ähnlich den heutigen Schwertwalen oder den mesozoischen Meeresreptilien wie dem Mosasaurus ein räuberisches Dasein führte und sich von Fischen und kleineren Meeressäugern ernährte. Dies konnte unter anderem an Magenresten aus dem Fossilgebiet des Wadi al-Hitan in Ägypten und der Yazoo-Formation im US-Bundesstaat Mississippi belegt werden, denen zufolge Basilosaurus kleineren Walen wie Dorudon, aber auch Knochenfischen und Haien nachstellte. Die Größe der Beutetiere reichte dabei von 0,5 bis 2 m Körperlänge. Basilosaurus wird daher als Spitzenprädator seiner Zeit angesehen.

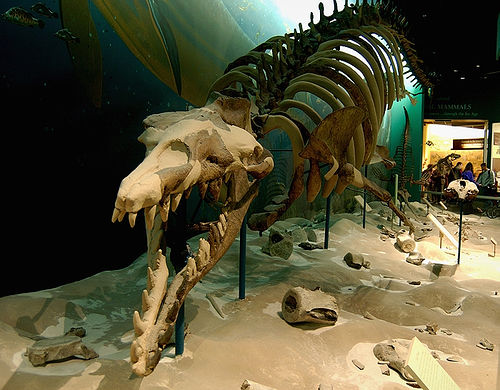
Skelett von Basilosaurus cetoides im Washingtoner National Museum of Natural History

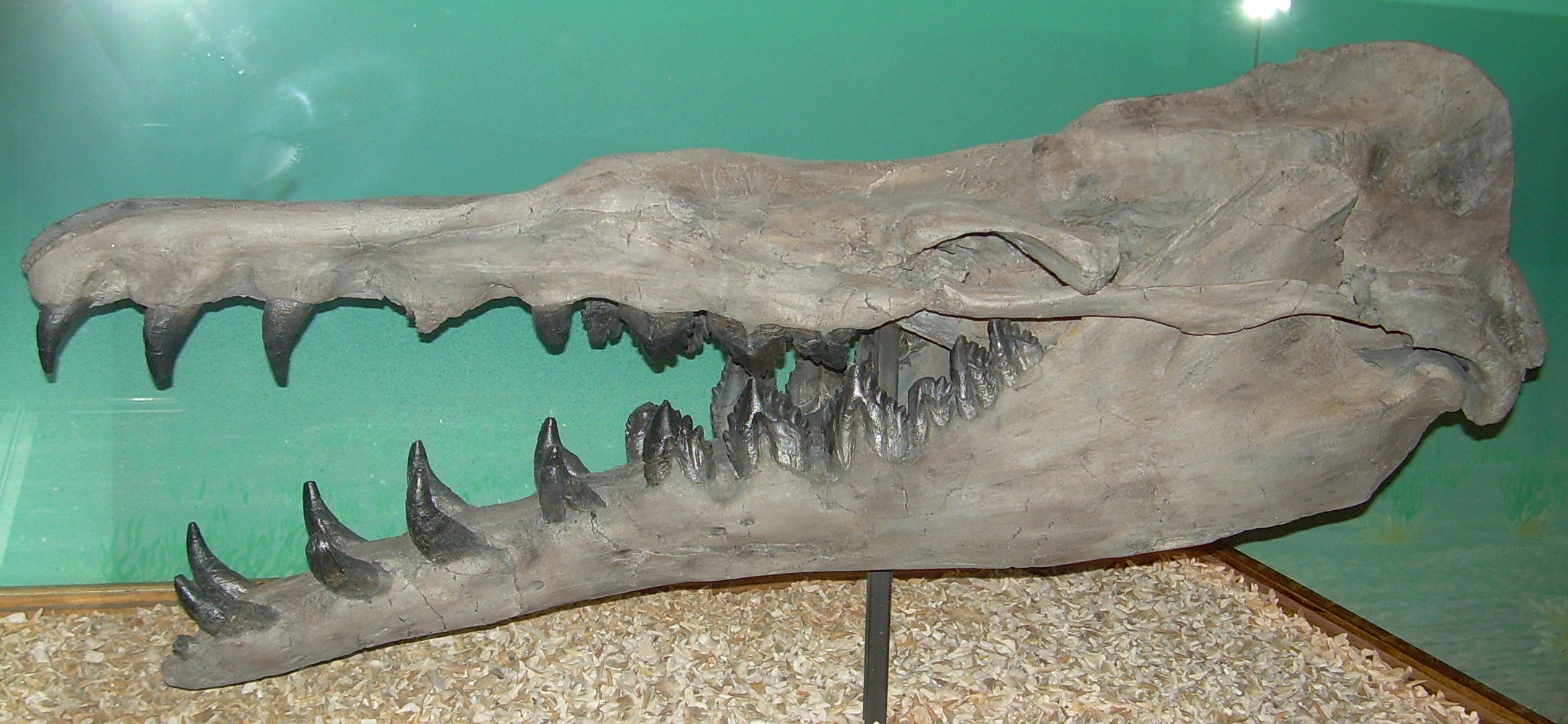
Schädelknochen des Basilosaurus cetoides.

Zum Luftholen musste er im Gegensatz zu den modernen Walen stets den Kopf aus dem Wasser strecken, da er kein Blasloch besaß.

## Namensgebung

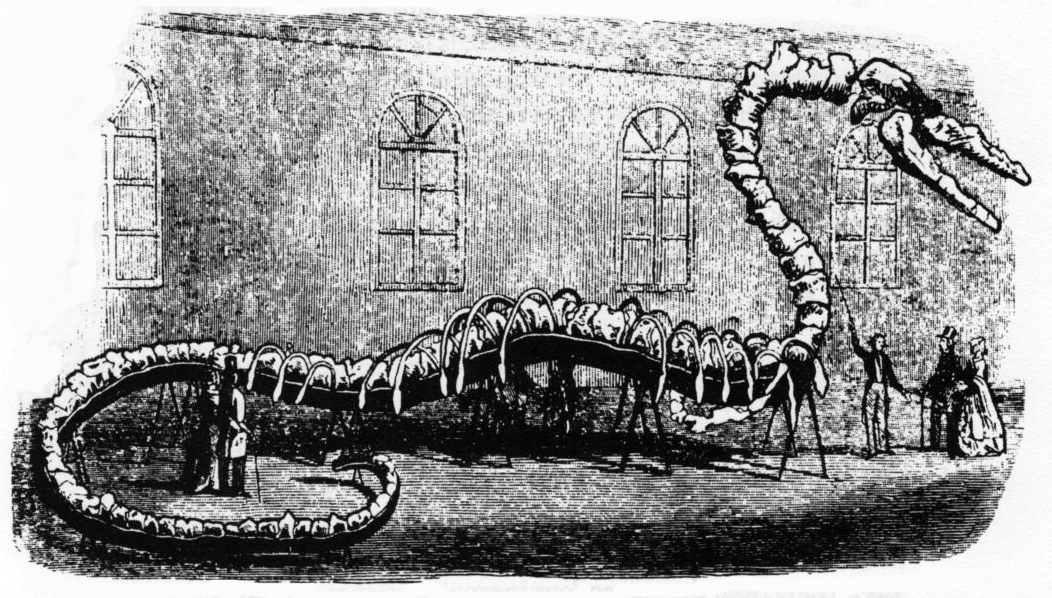
Albert Kochs „Hydrarchos“.

Bei der Entdeckung der Fossilien dachten die Forscher, dass sie Dinosaurierknochen gefunden hätten, und gaben den Tieren einen für Saurier typischen wissenschaftlichen Namen. Als sich später herausstellte, dass die Fossilien zu Säugetieren gehörten, schlug Sir Richard Owen den passenderen Namen Zeuglodon vor. Nach wissenschaftlicher Nomenklatur gilt stets der zuerst vergebene Name als der maßgebliche, Zeuglodon („Jochzahn“ wegen der Zähne mit Doppelwurzel, typisch für Meeressäuger) war allerdings bis in die erste Hälfte des 20. Jahrhunderts recht gebräuchlich. Andere Fossilien derselben Gattung wurden mit dem Namen Zeuglodon besetzt, welche aber eindeutig der zuvor entdeckten Gruppe Basilosaurus zugeordnet werden konnten und den Namen Zeuglodon hinfällig machten. Arten dieser Gattung waren Basilosaurus cetoides (die größte) und Basilosaurus isis (Ägypten), von dem zahlreiche Fossilien im Wadi al-Hitan, Tal der Wale, gefunden wurden. Das nach einem einzelnen Lendenwirbel aus Bari Nadi in Pakistan benannte Basilosaurus drazindai wurde im Jahr 2015 zur Gattung Eocetus verschoben.
1845 stellte der deutsche Sammler Albert Koch zunächst in New York City und danach weltweit ein 35 Meter langes Skelett einer vermeintlichen Seeschlange aus, die er Hydrarchos nannte. Er behauptete, das Skelett in Clarksville, Alabama, gefunden zu haben und es würde die Überreste in der natürlichen Ordnung darstellen, wie er sie gefunden habe. Doch später wurde Albert Koch als Hochstapler entlarvt, als sich herausstellte, dass das Skelett aus Teilen von mindestens fünf verschiedenen Basilosaurus-Exemplaren zusammengesetzt war. Es wurde schließlich beim großen Brand von Chicago zerstört.